# Balacra longimaculata
Balacra longimaculata là một loài bướm đêm thuộc phân họ Arctiinae, họ Erebidae.